# Episztatész
Az episztatész (επιστατης) ("elöljáró", "elnök") az ókori Athénban a tanács (bulé) végrehajtóinak, az 50 prütanisznak a vezetője volt, akit egy napra a prütaniszok maguk közül választottak meg.
A prütaniszokkal együtt fogadta a külföldi követeket és vitte az állam napi ügyeit. Ő kezelte az állami pecsétet, és ő volt az állam tényleges vezetője. Senki sem viselhette ezt a tisztséget többször, ami miatt valószínűleg az athéni polgárok több mint fele volt egy napig a legfelső hivatal birtokosa életében.
Ha aznap összehívták, ő elnökölt a bulé és az ekklészia ülésein is. Az i. e. 4. században ezt a gyakorlatot megváltoztatták, az ülésvezetésre külön hivatalt hoztak létre (proedron, προεδρον).

## A cím egyéb használata
- Lukács evangélista tanítványai által Jézust mesternek, episztatésznek nevezi.
- A jeruzsálemi templom gazdasági ügyeinek intézését a főpap mellett elöljáró/elnök végezte, amit görögre episztatésznek fordítanak